# Altos Computer Systems
Altos Computer Systems was een Amerikaanse producent van computerhardware. Het bedrijf werd opgericht in 1977 en richtte zich vooral op kleine multiusercomputers, aanvankelijk met multiuserderivaten van CP/M en later ook met Unix- en Xenix-gebaseerde machines. In 1990 werd Altos overgenomen door Acer.

## Geschiedenis
Altos werd opgericht in 1977 door David G. Jackson and Roger William Vass Sr. en was gevestigd in de San Francisco Bay Area. Volgens een korte geschiedenis van het bedrijf, die als advertentie werd geplaatst op hun 10-jarig jubileum, was het bedrijf vanaf het begin zelfbedruipend dankzij winstgevende verkopen.
De strategie van het bedrijf was destijds om OEM-computersystemen te verkopen. Het eerste product van Altos was de "Sun-Series 8000", een single-board microcomputer gebaseerd op een 4 MHz Z80-processor en 32 kB RAM, uitbreidbaar tot 64 kB. Verder bevatte de printplaat een schijfcontroller, twee seriële en één parallelle poort, ruimte voor een andere optionele Z80 om gebruikt te worden als DMA-controller en een optionele AMD 9511 floatingpointcoprocessor. Het systeem draaide CP/M of Oasis.
Vervolgens bracht Altos onder eigen naam een aantal multiusersystemen op de markt. De 8 bit ACS 8000 uit 1979 was gebaseerd op de Zilog Z80-processor en ondersteunde tot vier simultane gebruikers.  Dit systeem draaide op Oasis, MP/M of AMEX (Altos Multiuser Execute), een multiuser besturingssysteem van Altos zelf dat afgeleid was van CP/M. In 1981 volgde de 16 bit ACS 8600 met een Intel 8086-processor. Qua besturingssystemen ondersteunde de ACS 8600 CP/M-86, MP/M-86, Oasis-16 en voor het eerst ook Xenix. In 1982 werd de ACS 68000 geïntroduceerd op basis van de Motorola 68000-processor. Dit systeem kon tot 16 simultane gebruikers ondersteunen en werd geleverd met System III.
In 1983 was Altos dankzij Xenix de grootste 8086-gebaseerde Unix-leverancier. In de jaren tachtig volgden er nog tal van andere Altos-systemen op basis van snellere CPU's zoals de Intel 80286, 80386, Motorola 68020 en 68030. Altos heeft ook een aantal bijbehorende terminalmodellen verkocht, van Altos II tot Altos IV. Meestal waren deze VT100-compatibel.
Eind jaren tachting kwam Altos steeds meer onder druk te staan van concurrenten op de servermarkt, zoals Compaq en Sun Microsystems. In 1990 werd Altos overgenomen door Acer, hoewel dit vooral was vanwege de Amerikaanse distributiekanalen en niet vanwege de technologie. Kort voor deze overname waren er wereldwijd ongeveer 128.000 Altos-systemen geïnstalleerd.
Na de overname begon Altos Unix-servers te verkopen die afgeleid waren van Acer-producten. In februari 1993 bood Altos bijvoorbeeld servers aan die gebaseerd waren op AcerPower 486e (EISA-gebaseerde) systemen, maar gebundeld met Unix. In december werden de serverlijnen van Acer en Altos samengevoegd tot Acer Altos.